# Verallgemeinerte Fibonacci-Folge
Eine Verallgemeinerung der Fibonacci-Folge ist entweder eine Erweiterung der Fibonacci-Folge auf größere Definitionsbereiche als die natürlichen Zahlen oder eine Verallgemeinerung des Bildungsgesetzes.

## Erweiterung auf größere Definitionsbereiche

### Erweiterung auf alle ganzen Zahlen
Wenn man das Bildungsgesetz der Fibonacci-Folgen umkehrt, erhält man
{\displaystyle f_{n-2}=f_{n}-f_{n-1}}.
Mit dieser Formel kann man rekursiv Fibonacci-Zahlen zu negativen ganzen Zahlen berechnen. Ferner gilt die Formel von Moivre-Binet auch für negative ganze Zahlen: Für den goldenen Schnitt {\displaystyle \varphi } gilt:
{\displaystyle 1+{\frac {1}{\varphi }}=\varphi \Leftrightarrow {\frac {1}{\varphi }}=\varphi -1\Leftrightarrow 1-\varphi -1={\frac {1}{1-\varphi }}}
Setzt man {\displaystyle \psi :=1-\varphi }, so folgt aus
{\displaystyle {\tfrac {\varphi ^{0}-\psi ^{0}}{\sqrt {5}}}=0=f_{0}}, {\displaystyle {\tfrac {\varphi ^{1}-\psi ^{1}}{\sqrt {5}}}=1=f_{1}}
und
{\displaystyle f_{-(n+1)}=f_{-(n-1)-2}=f_{-(n-1)}-f_{-n}}
{\displaystyle ={\frac {\varphi ^{-n+1}-\psi ^{-n+1}}{\sqrt {5}}}-{\frac {\varphi ^{-n}-\psi ^{-n}}{\sqrt {5}}}={\frac {{\frac {\varphi -1}{\varphi ^{n}}}-{\frac {\psi -1}{\psi ^{n}}}}{\sqrt {5}}}={\frac {\varphi ^{-(n+1)}-\psi ^{-(n+1)}}{\sqrt {5}}}}.
Der Induktionsschluss ergibt
{\displaystyle \forall n\in \mathbb {N} _{0}:f_{-n}={\frac {\varphi ^{-n}-\psi ^{-n}}{\sqrt {5}}}},
so dass schließlich die Formel von Moivre-Binet
{\displaystyle \forall n\in \mathbb {Z} :f_{n}={\frac {\varphi ^{n}-\psi ^{n}}{\sqrt {5}}}}
für alle ganzen Zahlen gilt.

### Erweiterung auf alle komplexen Zahlen
Die geschlossene Form für die {\displaystyle n}-te Fibonacci-Zahl lautet für ganze Zahlen (siehe oben):
{\displaystyle f_{n}={\frac {\Phi ^{n}-(1-\Phi )^{n}}{\sqrt {5}}},\qquad n\in \mathbb {Z} },
wobei {\displaystyle \Phi } der goldene Schnitt ist. Für den goldenen Schnitt {\displaystyle \Phi } gilt die folgende Gleichung:
{\displaystyle 1+{\frac {1}{\Phi }}=\Phi \Leftrightarrow (-1){\frac {1}{\Phi }}=1-\Phi }
{\displaystyle \Rightarrow (1-\Phi )^{n}=(-1)^{n}\left({\frac {1}{\Phi }}\right)^{n}=(-1)^{n}\Phi ^{-n}}
Ist {\displaystyle n} eine ganze Zahl, dann gilt jedoch:
{\displaystyle (-1)^{n}=\cos(n\pi )}
Deshalb ist die stetige und analytische Funktion
{\displaystyle \operatorname {Fib} (x)={\frac {\Phi ^{x}-\cos(x\pi )\Phi ^{-x}}{\sqrt {5}}}}
eine Fortsetzung der Fibonacci-Zahlen auf den komplexen Zahlen.

## Verallgemeinerung des Bildungsgesetzes

### Lucas-Folge
Die Fibonacci-Folge ist ein Spezialfall der Lucas-Folge.

### Folgen mit ähnlichem Bildungsgesetz

#### Folgen in den komplexen Zahlen
Sei {\displaystyle (g_{n})_{n\in \mathbb {N} _{0}}} eine Folge in {\displaystyle \mathbb {C} }, die für {\displaystyle n\geq 0} durch das rekursive Bildungsgesetz
{\displaystyle g_{n+2}=g_{n+1}+g_{n}}
definiert ist, so ist eine solche Folge eine Verallgemeinerung der Fibonacci-Folge, da diese entsteht, wenn man {\displaystyle g_{0}=0} und {\displaystyle g_{1}=1} setzt.
Für das {\displaystyle n}-te Folgenglied dieser Folge gibt es einen geschlossenen Ausdruck:
{\displaystyle g_{n}=f_{n}\cdot g_{1}+f_{n-1}\cdot g_{0},\quad n\geq 0},
wobei {\displaystyle f_{n}} die {\displaystyle n}-te Fibonacci-Zahl ist. Dies folgt aus vollständiger Induktion mit Induktionsanfang
{\displaystyle g_{0}=0\cdot g_{1}+1\cdot g_{0}=f_{0}\cdot g_{1}+f_{-1}\cdot g_{0}}
und Induktionsschritt
{\displaystyle g_{n}=g_{n-1}+g_{n-2}=g_{1}\cdot (f_{n-1}+f_{n-2})+g_{0}\cdot (f_{n-2}+f_{n-3})=g_{1}\cdot f_{n}+g_{0}\cdot f_{n-1}}

#### Folgen von Vektoren
Ist {\displaystyle V} ein Vektorraum und sind {\displaystyle g_{0},g_{1}\in V}, kann man eine Folge {\displaystyle (g_{n})_{n\in \mathbb {N} _{0}}} von Vektoren {\displaystyle g_{n}\in V} rekursiv definieren durch
{\displaystyle g_{n+2}=g_{n+1}+g_{n},\quad n\geq 0}.
Wie oben gilt dann die Formel
{\displaystyle g_{n}=f_{n}\cdot g_{1}+f_{n-1}\cdot g_{0},\quad n\geq 0}.

#### Vektorraum der Fibonacci-Folgen
Wegen der Gleichung
{\displaystyle g_{n}=f_{n}\cdot g_{1}+f_{n-1}\cdot g_{0},\quad n\geq 0}
ist die Menge der Folgen {\displaystyle (g_{n})_{n\in \mathbb {N} _{0}}} mit {\displaystyle g_{n+2}=g_{n+1}+g_{n}} ein zweidimensionaler Teilraum des unendlichdimensionalen {\displaystyle \mathbb {C} }-Vektorraums aller komplexen Folgen, wobei {\displaystyle (f_{n})_{n\in \mathbb {N} _{0}}} und {\displaystyle (f_{n-1})_{n\in \mathbb {N} _{0}}} (mit {\displaystyle f_{-1}:=1}) eine Basis bilden.